# Dendrobium fimbriatum
Dendrobium fimbriatum Hook., 1823 è una pianta della famiglia delle Orchidacee.

## Descrizione
Pianta di grande taglia che può essere terricola, epifita o litofita. Fusti lunghi fino a 120 centimetri, eretti o ricadenti gialli o verdi quando vecchi, più stretti nella parte centrale,con foglie decidue oblunghe o lanceolate, acute o acuminate. I fiori possono comparire in qualsiasi momento ma la massima probabilità di fioritura è da marzo a maggio. I fiori grandi fino a 7,5 centimetri sono riuniti in racemi ricadenti, in gruppi di 6 fino a 15.

## Distribuzione e habitat
Pianta originaria dell'Asia, nell'Himalaya occidentale, Nepal, Bhutan, lo stato indiano del Sikkim, Birmania, Thailandia, Malaysia, Laos, Vietnam, fino alla provincia cinese di Hainan. Cresce in foreste umide, ricche di muschio, miste di latifoglie e conifere.

## Sinonimi
Callista fimbriata (Hook.) Kuntze, 1891

Dendrobium paxtonii Paxton, 1839

Dendrobium normale Falc., 1839

Dendrobium fimbriatum var. oculatum Hook., 1845

Callista normalis (Falc.) Kuntze, 1891

Callista oculata (Hook.) Kuntze, 1891

## Coltivazione
Questa specie è meglio coltivata su corteccia di sughero. Necessita di abbondante irrigazione e concimazione durante il periodo di fioritura, ma necessita acqua anche durante il riposo invernale.